# Мухаммад Мурад-бек
Мурад-бек или Мухаммад Мурад-бек (узб. Murodbek; вторая половина XVIII века — 1842, Кундузское ханство) — узбекский правитель из рода Катаган, основатель Кундузского ханства.